# Vandaag (Eén)
Vandaag was een praatprogramma op Eén en werd gepresenteerd door Danira Boukhriss. Het werd uitgezonden vanaf 2 september 2019 en het eerste seizoen liep tot halfweg oktober 2019. In februari van 2020 kwam er een nieuw seizoen. Het liep van 17 februari tot 14 mei 2020, normaal zou het tweede seizoen minder lang duren maar werd door de coronacrisis verlengd. Op 19 november 2020 werd de laatste aflevering uitgezonden. Het programma liep elke week van maandag tot donderdag rond 22 uur. De nieuwsfeiten van de dag werden overlopen met een aantal gasten. Vandaag was de opvolger van de laatavond-talkshow Van Gils & gasten, dat op zijn einde liep in mei 2019.
In de twee eerste seizoenen van het programma (tv-seizoen 2019-2020) was Sander Gillis vliegende reporter voor het programma, waarvoor hij op speelse manier inging op de actualiteit. Hakim Chatar was deejay in het programma. In het najaar van 2020 sloot hij het programma af met een kwinkslag over de actualiteit.
De kijkcijfers schommelden tussen 400.000 en 600.000. Op 12 maart 2020 keken 1.157.331 mensen naar de talkshow. Dat was een record.